# Prosopeia splendens
Prosopeia splendens és una espècie d'ocell de la família dels psitàcids que habita zones amb arbres, incloent terres de conreu i ciutats, d'Ono i Kadavu, a les illes Fiji.